# Exorista lateralis
Exorista lateralis là một loài ruồi trong họ Tachinidae.